# Моллалы (Губадлинский район)
Моллалы (азерб. Mollalı) — село в административно-территориальном округе села Гал Губадлинского района Азербайджана.
В ходе Первой карабахской войны, в 1993 году село было занято армянскими вооружёнными силами, и до октября 2020 года находилось под контролем непризнанной НКР. 30 октября 2020 года, в ходе вооружённого конфликта, президент Азербайджана объявил об освобождении села Моллалы вооружёнными силами Азербайджана.
В селе расположена мечеть XVIII века, которая является памятником архитектуры местного значения (инв. № 4711).